# Theresia Graw
Theresia Graw (* 1964 in Oberhausen) ist eine deutsche Schriftstellerin und Radiojournalistin. Sie schreibt auch unter dem Pseudonym Marie Leander.

## Leben
Theresia Graw studierte Germanistik und Kommunikationswissenschaft in Bonn und an der Ludwig-Maximilians-Universität München. Parallel zum Studium arbeitete sie als Reporterin für einen privaten Radiosender in München, danach als Redakteurin für verschiedene Radiosender in Nordrhein-Westfalen und Bayern. Seit 1997 ist sie Redakteurin und Moderatorin beim Bayerischen Rundfunk.
Als Autorin verfasste Theresia Graw Kinderbücher und Unterhaltungsromane. Sie lebt in München und hat zwei erwachsene Kinder.

## Werke

### Kinderbücher
- Mit Gabriela Silveira: Ein Fahrrad für den Sohn des Häuptlings. Berlin 1994, ISBN 3-357-00777-0.
- Mit Gabriela Silveira: Wo bleibt Pumatatze? Berlin 1995, ISBN 3-357-00669-3.
- Mit Cleo-Petra Kurze: Parole Schwarzer Handschuh. Berlin 1995, ISBN 3-357-00685-5.
- Stadtpiraten. Berlin 1997, ISBN 3-357-00783-5.

### Romane
- Das Liebesleben der Suppenschildkröte. München 2014, ISBN 978-3-442-38201-9.
- Glück ist nichts für schwache Nerven. München 2015, ISBN 978-3-442-38325-2.
- Wenn das Leben Loopings dreht. München 2016, ISBN 978-3-7341-0246-2.
- Mit Hanna nach Havanna. München 2018, ISBN 978-3-7341-0440-4.
- Don’t kiss Tommy. Eine Liebe in der Stunde Null. Ullstein, Berlin 2024, ISBN 978-3-8649-3206-9.

#### Reihe Die Gutsherrin-Saga
- So weit die Störche ziehen. Berlin 2020, ISBN 978-3-548-06252-5.
- Die Heimkehr der Störche. Berlin 2021, ISBN 978-3-7341-0440-4.
- Der Freiheit entgegen. Berlin 2023, ISBN 978-3-8649-3207-6.

#### Als Marie Leander
- Als wir den Himmel berührten. München 2019, ISBN 978-3-7341-0633-0.